# Valloire-sur-Cisse
Valloire-sur-Cisse es una comuna nueva francesa situada en el departamento de Loir y Cher, de la región de Centro-Valle de Loira.

## Historia
Fue creada el 1 de enero de 2017, en aplicación de una resolución del prefecto de Loir y Cher de 4 de junio de 2016 con la unión de las comunas de Chouzy-sur-Cisse, Coulanges y Seillac, pasando a estar el ayuntamiento en la antigua comuna de Chouzy-sur-Cisse.

## Demografía
| Gráfica de evolución demográfica de Valloire-sur-Cisse entre 1800 y 2013 |
|                                                                          |

Los datos entre 1800 y 2013 son el resultado de sumar los parciales de las tres comunas que forman la nueva comuna de Valloire-sur-Cisse, cuyos datos se han cogido de 1800 a 1999, para las comunas de Chouzy-sur-Cisse, Coulanges y Seillac de la página francesa EHESS/Cassini. Los demás datos se han cogido de la página del INSEE.

## Composición
| Comuna delegada  | Código INSEE | Población (2013) | Superficie (km²) | Densidad (hab./km²) |
| ---------------- | ------------ | ---------------- | ---------------- | ------------------- |
| Chouzy-sur-Cisse | 41055        | 1962             | 22.43            | 87                  |
| Coulanges        | 41064        | 316              | 8.35             | 38                  |
| Seillac          | 41240        | 100              | 9.58             | 10                  |